# کیک ماه

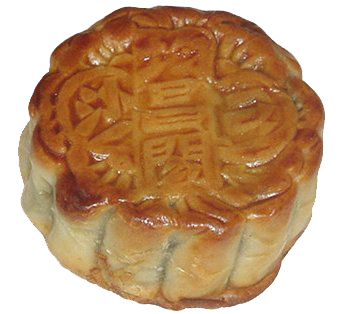
کیک ماه

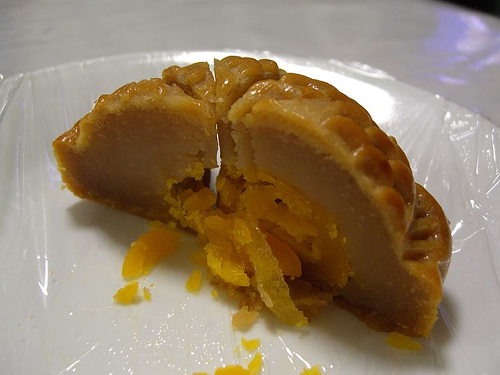
برشی از یک کیک ماه سنتی با مغزی دانهٔ نیلوفر آبی و زردهٔ تخم اردک

کیک ماه (چینی ساده: 月饼، چینی سنتی: 月餅، پین‌یین: yuè bĭng) نوعی شیرینی چینی است که در طول جشن نیمهٔ پاییز خورده می‌شود. این جشن که فستیوال ماه نیز نامیده می‌شود یکی از چهار عید مهم چینی‌هاست و مراسمی است در پرستش ماه و برای تماشای ماه و کیک‌های ماه جزئی ضروری از این جشن هستند که دوستان یا اعضای خانواده در طول جشن آنها را به یکدیگر تعارف می‌کنند.
کیک ماه به صورت شیرینی‌هایی گرد یا مستطیل شکل است که قطری در حدود ۱۰ سانتی‌مر و ضخامتی بین ۴ تا ۵ سانتی‌متر دارد و داخل آن معمولاً با خمیری ضخیم از دانه‌های گل نیلوفر آبی که گاه ممکن است حاوی زردهٔ تخم‌اردک نمک‌سود شده نیز باشد پر شده است. پوسته‌ٔ بیرونی شیرینی که این خمیر را در بر گرفته است ضخامت کمی داشته و در حدود ۲-۳ میلی‌متر است. کیک ماه معمولاً در برش‌های کوچک و همراه با چای چینی صرف می‌شود.